# 小霸王 (公司)

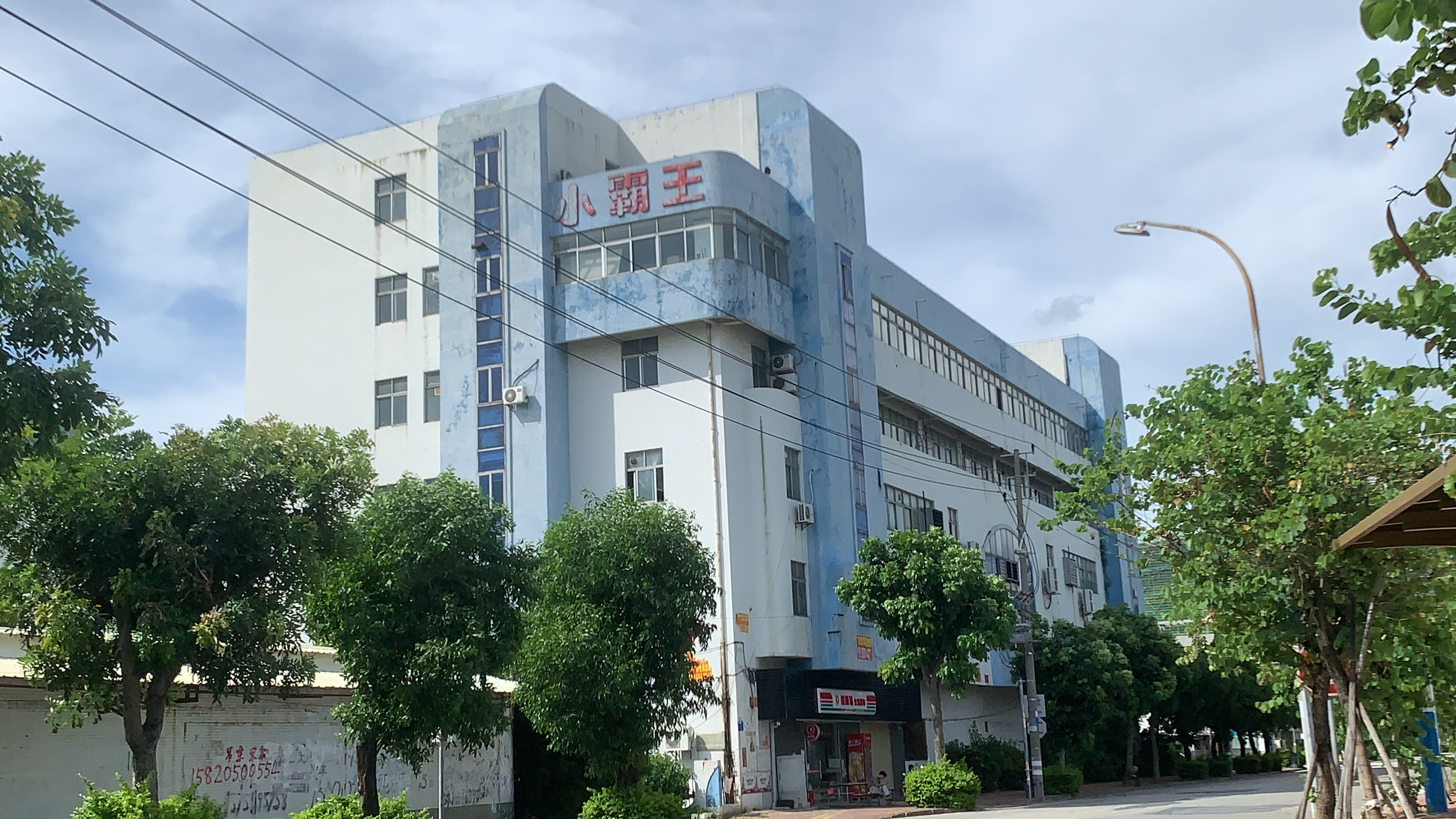
小霸王公司总部

小霸王公司始建于1987年中华人民共和国广东省中山市，創辦人同步步高电子一樣為段永平，专业从事教育类电子产品的开发研究、生产和销售。现除教育类产品外，还开发销售影音播放产品、厨卫用品及个人护理产品。

## 歷史
20世纪80年代末至90年代初，小霸王所推出的一系列游戏机、学习机产品皆是侵犯知识产权的产物，其仿制对象为日本任天堂公司所销售的FC游戏机。由于当时知识产权观念淡薄，小霸王产品系列一直被当作合法产品进行宣传。

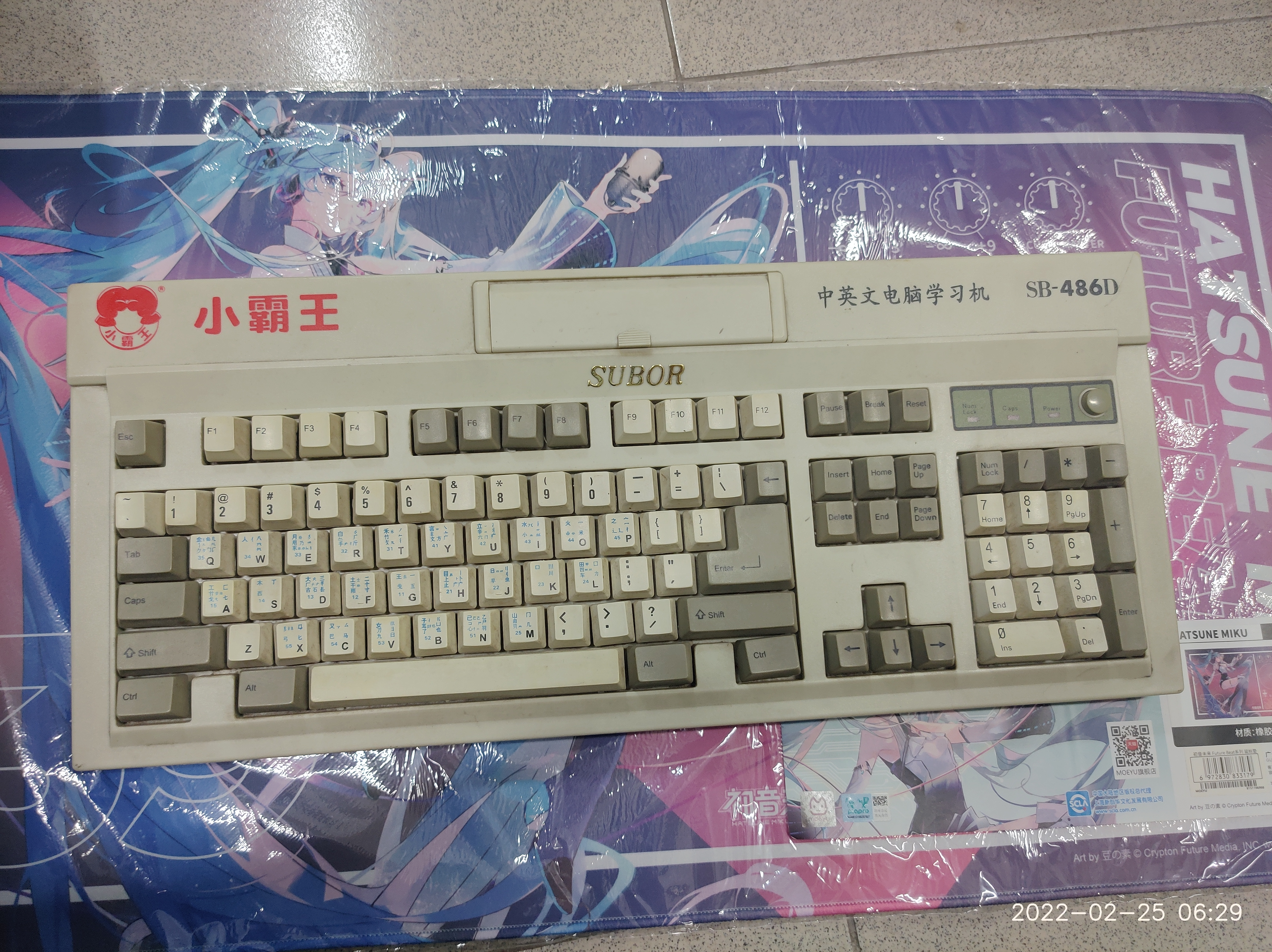
小霸王学习机 SB-486D型正面

“小霸王学习机”产生于任天堂FC游戏机流行的年代，其游戏功能几乎与FC一模一样，并且以其低廉的价格成为了FC游戏机在中国内地的替代品。其后期出产的小霸王学习机，不仅具备了前期的学习与娱乐功能，更是模仿Windows系统制成了多窗口界面，可以用新增加的软盘接口保存内置WPS软件写作而成的文档。小霸王学习机，根据官方宣传，专门用来学习电脑，故称为“学习机”。小霸王学习机也可运行FC游戏。部分产品开机时有“啊哈，小霸王其乐无穷啊”的语音。小霸王发布其末款旗舰产品“SB-2000”后，因错过VCD-8位电脑合并潮而导致其市场占有率大幅下滑，从此一蹶不振。
2017年1月，小霸王文化发展有限公司正式获得国家工商总局批准注册。
2018年3月31日，小霸王宣布正式回归游戏机领域，也宣布正在计划着手停止并撤销对第三方生产商的游戏机生产授权。但僅僅1年後的2019年，小霸王游戏机团队卻遭到解散。
2020年11月5日，小霸王文化发展有限公司被申请破产重整，法定代表人被限制高消费。不过，小霸王的品牌所有人廣東益華集團投資有限公司表示「小霸王文化發展有限公司」與「小霸王」品牌或產品無任何關聯。而廣東益華集團作为小霸王的商标所有人，通過商標授權和商號許可的方式與合作廠商開展各類產品的生產經營活動。